# Атия, Эти
Эти Атия (ивр. אֶתִּי חַוָּה עַטִיָיה‎, род. 1960 или 12 февраля 1960, Лод, Центральный округ) — израильский политик, является депутатом Кнессета от Ликуда.

## Биография
Атия родилась в Лоде в 1960 году в семье иммигрантов из Джербы в Тунисе. Она училась в Университете Бар-Илан, где получила степень бакалавра социальных наук и степень магистра внутреннего аудита. Она также получила степень бакалавра права в Академическом колледже Оно. В конце 1980-х она начала работать в Национальном союзе работников аэрокосмической промышленности Израиля. В 1993 году она была назначена руководителем аппарата секретаря профсоюза Хаима Каца. Когда Кац был назначен министром труда, социального обеспечения и социальных служб в 2015 году, она покинула профсоюз и стала руководителем аппарата Каца.
В преддверии выборов в апреле 2019 года Атия заняла двадцать первое место в списке «Ликуда», место, зарезервированное для Гуш-Дана. Она была избрана в Кнессет, поскольку «Ликуд» получил 36 мест. Впоследствии она была переизбрана в сентябре 2019 года, марте 2020 года и марте 2021 года, но потеряла своё место на выборах 2022 года после того, как заняла тридцать пятое место в списке «Ликуд».
7 января 2023 года она вернулась в Кнессет после прекращения членства министра Идит Сильман в Кнессете в рамках Норвежского закона.